# Борковская, Гражина
Гражина Борковская (пол. Grażyna Borkowska; род. 11 апреля 1956, Щецин) — польский литературовед и историк литературы, профессор (2003), действительный член ПАН (2022).

## Биография
Родилась 11 апреля 1956 года в Щецине, Польская Народная Республика.
После окончания местной средней школы поступила на факультет польского языка в Варшавском университете, где в 1979 году получила степень магистра. Позднее она окончила аспирантуру Института литературных исследований Польской академии наук, где затем стала работать преподавателем. В 1985 году она защитила докторскую диссертацию. С 1996 года она также стала преподавать в Варшавском университете.
Кроме преподавательской деятельности она работала в литературных журналах «Pamiętnik Literacki» и «Res Publica». В 2019 году она была назначена членом Комитета по муниципальным названиям в мэрии Варшавы.
В 2022 году она была избрана действительным членом Польской академии наук.